# Aqzhayqyn Köli
Aqzhayqyn Köli är en saltsjö i Kazakstan.   Den ligger i oblystet Sydkazakstan, i den centrala delen av landet, 800 km söder om huvudstaden Astana. Arean är 4,0 kvadratkilometer.